# Barberton
|  | Per a altres significats, vegeu «Barberton (Ohio)». |

Barberton és una concentració de població designada pel cens dels Estats Units a l'estat de Washington. Segons el cens del 2000 tenia 4.617 habitants.

## Demografia
Segons el cens del 2000, Barberton tenia 4.617 habitants, 1.597 habitatges, i 1.323 famílies. La densitat de població era de 413,6 habitants per km².
Dels 1.597 habitatges en un 40,6% hi vivien nens de menys de 18 anys, en un 72,6% hi vivien parelles casades, en un 6,6% dones solteres, i en un 17,1% no eren unitats familiars. En el 13% dels habitatges hi vivien persones soles el 4,8% de les quals corresponia a persones de 65 anys o més que vivien soles. El nombre mitjà de persones vivint en cada habitatge era de 2,89 i el nombre mitjà de persones que vivien en cada família era de 3,16.
Per edats la població es repartia de la següent manera: un 28,5% tenia menys de 18 anys, un 6,4% entre 18 i 24, un 27,7% entre 25 i 44, un 28,9% de 45 a 60 i un 8,6% 65 anys o més.
L'edat mediana era de 38 anys. Per cada 100 dones de 18 o més anys hi havia 99,5 homes.
La renda mediana per habitatge era de 64.779 $ i la renda mediana per família de 67.054 $. Els homes tenien una renda mediana de 51.396 $ mentre que les dones 30.085 $. La renda per capita de la població era de 25.066 $. Aproximadament l'1,6% de les famílies i el 2,5% de la població estaven per davall del llindar de pobresa.

## Poblacions properes
El següent diagrama mostra les poblacions més properes.